# Tevita Kuridrani
Ratu Tevita Kuridrani (Suva, 31 marzo 1991) è un rugbista a 15 figiano naturalizzato australiano, che gioca come tre quarti centro con Western Force.

## Biografia
Nativo di Suva e cresciuto nel villaggio figiano di Namatakalua, Kuridrani iniziò a giocare a rugby nel suo Paese prima di trasferirsi nel 2007, all'età di 16 anni, in Australia con la sua famiglia.
Kuridrani è imparentato con una serie di rugbisti noti, in quanto nipote di Noa Nadruku, ex internazionale per Figi nonché cugino di Lote Tuqiri, Samu Wara, Chris Kuridrani (australiani) e Nemani Nadolo (figiano).
Tevita Kuridrani prese parte nel 2010 al Campionato mondiale giovanile di rugby con le Figi Under-20 ma poi preferì optare per la Federazione australiana per la cui Nazionale a VII scese in campo per poi in seguito disputare il Mondiale giovanile 2011 in Italia con la rappresentativa U-20.
Nel 2012 debuttò in Super Rugby nelle file dei Brumbies e l'anno dopo si guadagnò la maglia di titolare.
Kuridrani fu l'autore dell'unica meta realizzata dai Brumbies in occasione dell'unica sconfitta infrasettimanale dei British and Irish Lions nel corso del loro tour in Australia del 2013.
Reduce dalla finale del Super Rugby 2013, che vide i Brumbies sconfitti 27-22 dai Chiefs, il 17 agosto Kuridrani collezionò la sua prima presenza internazionale con gli Wallabies affrontando la Nuova Zelanda nella prima giornata del Championship, presto divenendo titolare.
Successivamente fece parte della selezione che vinse il Championship 2015; convocato per la Coppa del Mondo di rugby 2015, esordì nella competizione contro Figi che schierava in campo suo cugino Nemani Nadolo; nella competizione giunse in finale, poi persa contro la Nuova Zelanda, anche se, a livello individuale, nei 17 punti australiani contro i 34 degli All Blacks figura a tabellino una sua meta.
Dopo la Coppa del Mondo fu invitato nei Barbarians insieme ad alcuni suoi connazionali reduci e non dalla competizione per disputare alcuni incontri amichevoli di fine anno a Twickenham.

## Palmarès
- Super Rugby AU: 1
Brumbies: 2020